# Formica lasiodes
Formica lasiodes é uma espécie de formiga do gênero Formica, pertencente à subfamília Formicinae.